# 三瓶
三瓶（さんぺい、本名：三瓶 友敬（さんぺい ともゆき）、1976年11月23日 - ）は、日本のお笑い芸人。
福島県安達郡本宮町（現本宮市）出身。吉本興業（東京吉本）所属。福島県立安達高等学校、服部栄養専門学校卒業。血液型はB型。

## 略歴
上京後、親から25歳まで自由に生活する事を許されていた三瓶は生来の芸能好きもあって22歳時に芸能へと進路を進める。NSC東京校5期生。NSCでは上位選抜クラスに入り、同期の吉村崇（平成ノブシコブシ）によればネタ見せで最初にウケるなど、優秀な生徒であった。2001年、フジテレビの深夜番組『BACK-UP!』に出演し、おすぎとピーコに見出される。「三瓶です。」の自己紹介ギャグや、おもに自らの体型をネタにした「三瓶のちょっと面白い話」でブレイク。吉本興業により、キャラクターグッズやCD発売などが多面展開された。ブリトニー・スピアーズが日本を訪れた際、藤原紀香が「ブリちゃんです」と真似させていた。
だが芸人としては器用な方ではなく、ギャグの流行が短期間で終焉するとともにテレビ出演は少なくなった。新宿『ルミネtheよしもと』などには定期的に出演している。大好きだった親類からある日突然「デブ」と馬鹿にされ深く傷ついたエピソードに象徴されるように、精神的に脆い部分が見え隠れしているため露出を控えているとの説もある。また2002年、2003年の日経エンタテインメント!では、「来年消えそうなお笑いタレント」で1位を記録している。本人は芸能界に入ったきっかけを「思い出作り」と断言しており、露出に対する執着もあまり見られなかった。
芸人になる前は服部栄養専門学校で調理師免許を取得しており、卒業後はパン屋や惣菜店に勤務していた。2004年『いきなり!黄金伝説。』（テレビ朝日）内の企画「1ヶ月1万円節約バトル」では料理の腕前も披露した。また第1回目の節約バトルでは準優勝、2回目の挑戦では優勝を成し遂げている。その他『ベリーベリーサタデー!』（関西テレビ・現在は終了）や『アメトーーク』（テレビ朝日）の料理上手芸人の回など料理関係の企画への出演も多い。また、2006年にはフジテレビ『めちゃ2イケてるッ!』に出演し売れなくなった現状を自虐的なネタにするなど、少なからずテレビ出演をしている。劇場の舞台では石田靖と共演、プライベートも共にすることが多く、2008年7月9日には石田が座長のよしもと新喜劇においてなんばグランド花月に初登場、上々の評判を得た。2010年代に入っても『もしもツアーズ』などのテレビ番組のレギュラー出演は継続しており、なんばグランド花月の舞台にも時折立つなど、一時よりは地味な存在とはなったものの、一発屋だの何だのと言われながらもテレビなどのメディアへの露出は途絶えることがなく、息長く活動を続けている。
以前から出演番組の入浴シーンでは乳首を見られるのが恥ずかしいからとタオルで隠していたが、2006年8月13日放送の『田舎に泊まろう!』（テレビ東京）に出演した際、宿泊先の家の子供と一緒にタオルで隠さずに入浴し、その場面が数秒間放送された。
2018年より活動の拠点を出身地である福島へ移す事を発表。東京での仕事は通常通りだが、その後は東北をメインに活動する。
2019年2月26日、サッカー日本代表の長友佑都の料理人見習いとなるため所属するガラタサライのあるトルコ・イスタンブールに移住することを発表。これにより番組当初から出演していた『もしもツアーズ』も卒業。芸人は続けるものの当面の間は活動休止をするとしていたが、ホームシックにより心が折れてわずか2ヶ月で帰国したことを同年8月17日放送のENGEIグランドスラム（フジテレビ系）内で発表した。

## 人物
- 三瓶（さんぺい）という芸名は彼の本名の苗字が由来で、出身地の福島県の中通りに多い苗字であり、「三瓶」の読み仮名は「さんぺい」の他に、「さんべい」「さんぺ」「ろくべ」「さんべ」「みかめ」「みへい」「まかべ」などの読み仮名が存在している。
- 活動初期の芸名は『ロールスロイス』であり、「三瓶です。」と同じリズムで「ロールスロイス」というギャグをしていた。しかし周囲から自動車メーカーのロールス・ロイスに訴えられて敗訴する可能性があると言われ、現在の芸名に変更した。
- 過去に歌手としてポニーキャニオンから、2枚のシングルをリリースしている。また、キャイ〜ンらと「もしツアオールスターズ」として、「カントリーロード」をカバーした（詳しくは、もしもツアーズ#CDを参照）。
- 『もしツア』で共演しているキャイ〜ンの天野ひろゆきや平愛梨と仲がいい。
- 大のサッカーファンとして知られていてテレビ番組などに出演する時は必ずと言っていいほど代表チームやクラブチームなど、様々なサッカーのユニフォームを着用して出演している。
- 平愛梨と長友佑都が結婚をする際に恋のキューピットになって二人きりにさせていたことを明かした。

## その他
- Microsoft Plus! for Windows XP Digital Media Editionにて、ダンサー機能（デスクトップ上でダンサーが踊る）の追加データとして出演。
- 三瓶自身が帰郷した2003年、地元の祭りで、自身のネタ「三瓶です。」の上手なやり方を説明した。
- 『アメトーーク!』の「最近の一発屋事情」にて、「（いいともは）その日の番組の終わりのカンペで初めて卒業を知らされた」と語った。
  - 実は一発屋歴としてはその時番組に出ていた中では有吉弘行・つぶやきシローに次いで長かったが、当時MCだった宮迫博之からは「もしツアに匿われて全国を逃げ回っていた」と説明された。

## 主な出演作

### テレビ主演
- 森田一義アワー 笑っていいとも!（フジテレビ、不定期出演）
- BACK-UP!（フジテレビ、「月深」内）
- ダシヌキ!（東海テレビ）
- それ行け!なんでも宣太郎（テレビ東京）
- みちのくインパルス（ミヤギテレビほか） - ナレーター
- ポンキッキーズ21（フジテレビ）
- いきなり!黄金伝説。（テレビ朝日）
- 所さんの日本ジツワ銀行（日本テレビ、不定期出演）
- ベリーベリーサタデー!（関西テレビ）※隔週出演
- 田舎に泊まろう!（テレビ東京）
- 妖怪ブッサイくん（テレビ大阪）
- よしもと新喜劇（毎日放送）
- スカ☆パラ（スカパー!）
- めちゃ2イケてるッ!（フジテレビ、不定期）
- もしもツアーズ（フジテレビ）
- ゴジてれ Chu !（福島中央テレビ）※金曜中継担当
- 夕方LIVE!キニナル（東日本放送）※金曜コーナー担当

### テレビアニメ
- こちら葛飾区亀有公園前派出所（2002年、フジテレビ） - 本人 役
- ZoomZoo - フィネガン 役

### テレビドラマ
- デート〜恋とはどんなものかしら〜（2015年、フジテレビ） - 村松三郎 役
- ドクター調査班〜医療事故の闇を暴け〜（2016年、テレビ東京） - 野田 役[2]

### ラジオ
- 芸人お試しラジオ「デドコロ」（2021年10月 - 11月、火曜会） - メインパーソナリティであるとにかく明るい安村のアシスタントとしてレギュラー出演。

### CM
- サントリー 「ダイエット生」　※小泉孝太郎と共演
- トヨタ自動車「デュエット」
- トミー
- 「ドッとあ〜る賃貸」コマーシャル・アールイーの賃貸不動産サイト　※藤井隆と共演

### 映画
- 喰いしん坊! 大喰い開眼篇（2007年8月公開、メディアワークス）
- 喰いしん坊! 大喰い苦闘編（2007年8月公開、メディアワークス）

### 舞台
- スーパーダンガンロンパ2 THE STAGE 2017 〜さよなら絶望学園〜（2017年3月 - 4月 / Zeppブルーシアター六本木、森ノ宮ピロティホール） - 花村輝々 役[3]
- 三島由紀夫レター教室（2025年10月10日〈予定〉、紀伊國屋ホール） - 丸トラ一 役[4]

## ディスコグラフィ

### シングル
1. SANPEI DAYS (インディーズ盤：2001/12/20）2000枚限定[5]、オリコン48位
  1. SANPEI DAYS[5:21]
作詞：高須光聖／作曲：DJ TASAKA／編曲：DJ TASAKA・HIDEAKI KIJIMA
  2. SANPEI DAYS [instrumental][5:21]

  - （ポニーキャニオン再発盤：2002/3/20)オリコン30位

  1. SANPEI DAYS[5:21]
  2. 三瓶の39days[4:21]
作詞：鈴木おさむ／作曲・編曲：Kovacs
  3. SANPEI DAYS (KAGAMI's Big Band remix)[4:41]
  4. SANPEI DAYS [instrumental][5:21]
  5. 三瓶の39days [instrumental][6:51]
  6. (エンハンスド)ライヴイベント映像
2. 三瓶のエブリデイ (2002/12/4)オリコン圏外
  1. 三瓶のエブリデイ[2:58]
作詞：三瓶／作曲：泉川そら／編曲：AKAKAGE
  2. 私はサイボーグ[3:00]
作詞・作曲：かねこひろゆき／編曲：山崎燿
  3. 三瓶のエブリデイ (karaoke)[2:57]
  4. (エンハンスド) 「三瓶のエブリデイ」 振り付け映像